# Taiping (Malaysia)
Taiping è una città nello Stato di Perak in Malaysia.